# Deutsch-Amerikanisches Institut Saarbrücken
Das Deutsch-Amerikanische Institut Saarbrücken e. V. (DAI) ist eine binationale Einrichtung in Saarbrücken, die durch Bildungs- und Informationsarbeit der Förderung der deutsch-amerikanischen Beziehungen dient. Mit Veranstaltungen zu kulturellen, politischen und wirtschaftlichen Themen sowie einer Institutsbibliothek arbeitet das DAI an einer partnerschaftlichen Beziehung zwischen Deutschland und den USA und an einer rationalen Auseinandersetzung mit der Vielfalt amerikanischer Kultur, Gesellschaft, Politik und Wirtschaft. Das Institut besteht seit 1957. 

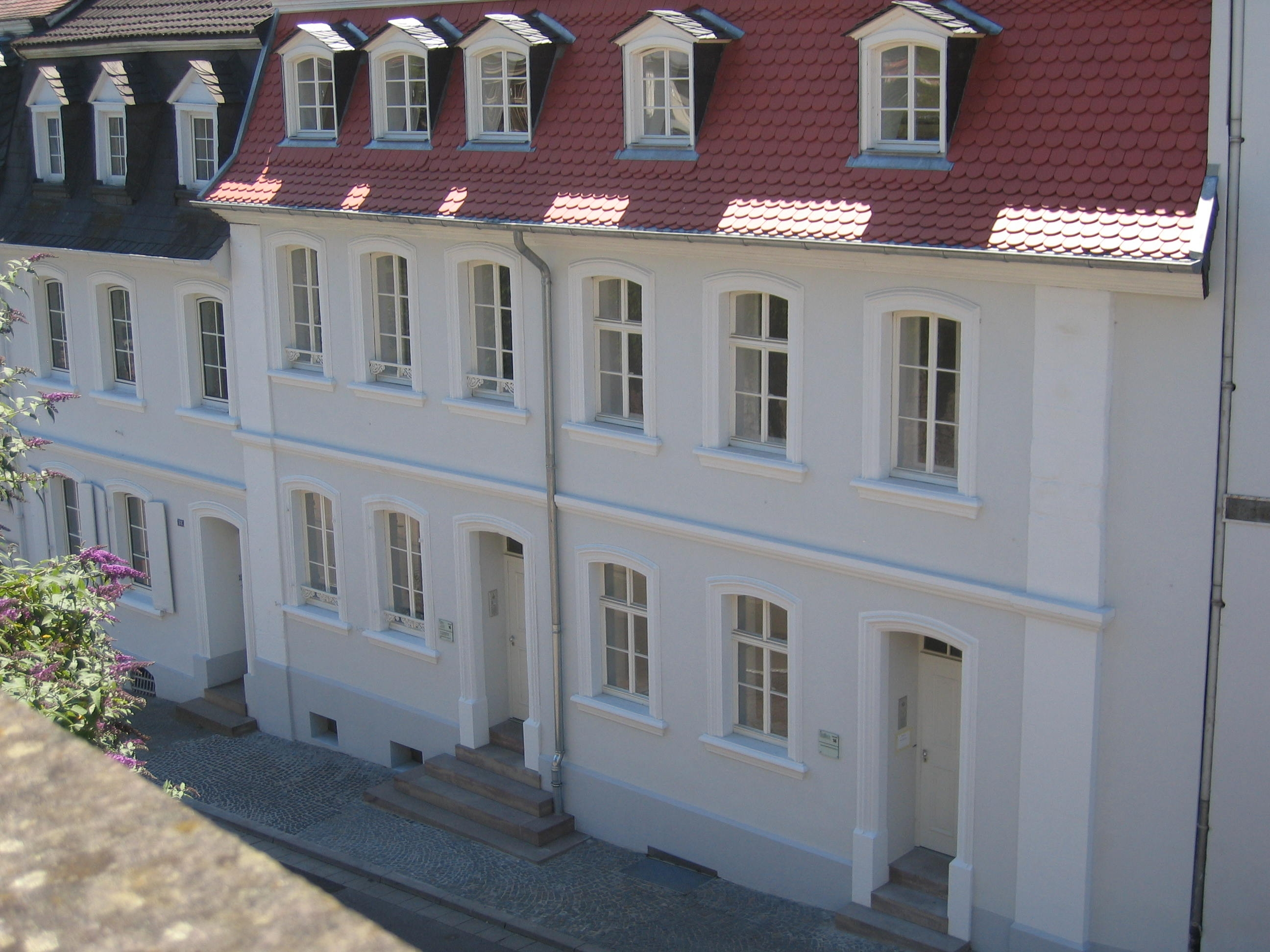
Außenansicht DAI Saarbrücken

## Ursprung
Der Ursprung der Amerika-Häuser und der Deutsch-Amerikanischen Institute in Deutschland geht auf die Kultur- und Informationsarbeit der Vereinigten Staaten im Nachkriegsdeutschland zurück. Zu Beginn waren es Bibliotheken, die unter dem Titel „United States Information Center“ als Teil der reeducation- und reorientation-Politik der amerikanischen Besatzer, d. h. der United States Information Agency, in Deutschland fungierten. Die Center sollten den Deutschen amerikanische Geschichte, Traditionen und Gebräuche näher bringen, verbunden mit einem festen Demokratieverständnis als Orientierung für den Neustart nach dem Zweiten Weltkrieg. Im Laufe der Zeit erweiterten die Einrichtungen ihr Angebot, so dass neben dem Bibliotheksangebot auch Ausstellungen, lecture discussions und andere Veranstaltungen hinzukamen.

## Geschichte
Die Geschichte des DAI im Saarland unterscheidet sich aufgrund der saarländischen Sondersituation nach dem Zweiten Weltkrieg (das Saarland wurde erst am 1. Januar 1957 Teil der Bundesrepublik Deutschland) von der Geschichte anderer amerikanischer Kulturinstitute. So entstand eine kulturelle Präsenz der USA im Saarland erst zwölf Jahre nach Kriegsende. Im Februar 1957 wurde in Saarbrücken eine Außenstelle des Amerika-Hauses Kaiserslautern errichtet. Diese Außenstelle öffnete als Deutsch-Amerikanische Bücherei im Oktober 1957 ihre Türen und bot ein Programm, das sich spezifisch an den Interessen und der Situation im Saarland orientierte. Demnach sollte der traditionell große Anteil der Industriearbeiter beachtet werden sowie die sich im Saarland im Aufbau befindende Bundeswehr – hier lag der Schwerpunkt dann auf der Vermittlung demokratischer Werte. Im Laufe der Zeit etablierte sich  ein Angebot, das Vorträge, Konzerte, Filmvorführungen und Theateraufführungen umfasste.
Zu Beginn der 1960er Jahre kam es zu einer bedeutenden strukturellen Veränderung, da die Normalisierung der deutsch-amerikanischen Beziehungen und die Festigung der Demokratie eine Kürzung der amerikanischen Finanzmittel zur Folge hatte. Aufgrund dessen entstanden somit binationale Einrichtungen, die von deutscher und amerikanischer Seite gemeinsam finanziert wurden. Dieser politische Einschnitt führte in Saarbrücken zur Entstehung des „Deutsch-Amerikanischen Instituts Saarbrücken“. Mit der Schließung des Amerika-Hauses in Kaiserslautern 1964 wurden die Kompetenzen des DAI erweitert, da nun das Saarbrücker Institut für die Betreuung des gesamten Gebietes, also auch der Pfalz (Region), zuständig war. Eine erneute Umstrukturierung erfolgte 1970, als das Institut aufgrund von Veränderungen in der US-Auslandsarbeit als Verein eingetragen wurde und 1971 die Gemeinnützigkeit anerkannt bekam, zum Zwecke der „Völkerverständigung und Toleranz auf allen Gebieten der Kultur“.

## Angebote
Das DAI Saarbrücken organisiert, unterstützt und bündelt Veranstaltungen mit amerikanischem Hintergrund. Darunter befinden sich Einzelvorträge, Podiumsdiskussionen und Seminare zu den gesellschaftlichen, politischen und kulturellen Ereignissen und Problemen in den USA und in Deutschland, sowie English-Discussion Abende, Luncheon- und Dinner-Discussions, Filmabende, Informationsfahrten, Konzerte, Theatervorführungen und Ausstellungen.
Zusätzlich verfügt das DAI über eine eigene Bibliothek, die  kostenfrei nutzbar ist. Sie umfasst über 1000 Nachschlagewerke zu den Themen Politik, Geschichte, Gesellschaft und Kultur der USA sowie eine Reihe von Zeitschriften, Zeitungen, Broschüren, CD-ROMs und DVDs. Etwa 95 % der Bücher, Zeitschriften und ausleihbaren elektronischen Medien sind in englischer Sprache. Es ist außerdem möglich, per WLAN in  Datenbanken zu den oben genannten Themen zu recherchieren oder den kostenlosen Zugang zur Datenbank eLibrary USA zu nutzen.
Durch die DAI Homepage besteht auch die Möglichkeit, einen Newsletter zu abonnieren, der über Veranstaltungen und Angebote informiert. Das DAI bietet für  Studenten auch ein Praktikum im Institut an. 

## Finanzierung
Das Deutsch-Amerikanische Institut Saarbrücken wird unterstützt durch das Auswärtige Amt der Bundesrepublik Deutschland, das Saarland und die Regierung der USA. Die US-Unterstützung umfasst nicht nur Barmittel, sondern auch Sachleistungen oder die Bereitstellung von Referenten für Veranstaltungen. Zusätzlich erhält das Institut Hilfe von der Stadt Saarbrücken als Gründungsmitglied und von verschiedenen Gemeinden und persönlichen Fördermitgliedern. 

## Leitung
Vorsitzender (Stand: September 2015) des Vereins ist Roman Bonnaire, Leiter des Programmbereichs Fernsehen, Saarländischer Rundfunk. Als Nachfolger von Hartmut H. Gimmler übernahm Werner Kremp im Jahre 2011 die Leitung des Instituts, seit November 2014 steht es unter der Leitung von Bruno von Lutz.